# Hydromagnésite
L'hydromagnésite est une espèce minérale naturelle, un  "carbonate de magnésium hydroxylé et trihydraté" bien définie par la formule chimique 4(MgCO3). (Mg(OH)2) • 4 H2O . 
L'hydromagnésite, minéral rare, résulte principalement de roches serpentineuses dans des fissures, elle s'y rencontre en agrégats encroûtants de couleur blanc neige, parfois plus ou moins sale. Les rares cristaux sont fréquemment striés le long de leurs principales faces. C'est aussi un minéral évaporite en dépôts ou couches sédimentaires, comme à Atlin en Colombie Britannique.

## Description minéralogique et géotype
L'espèce a été décrite en 1827 puis en 1835 à partir d'échantillons références collectés à Castle Point, dans la municipalité d'Hoboken, comté d'Hudson, dans l'État américain du New Jersey. Le nom attribué en 1827 par Hans Gabriel Trolle-Wachmeister rappelle qu'elle était considérée autrefois simplement comme une magnésite qui contient de l'eau, un hydrate de carbonate de magnésium ou l'hydrocarbonate de magnésie des Anciens. Dans cette localité type, elle est surtout associée à la dolomite, la brucite, l'artinite et l'aragonite. 
Un synonyme ancien est la lancasterite ou lancastérite. Son nom provient du comté de Lancaster dans l'État de Pennsylvanie, où se situe la mine chromifère de Wood, quartier du Texas, Township de Petite Angleterre, district minier State Line Chromite. Au-delà de l'ancienne variété d'hydromagnésite, supposée spécifique à cette région minière de Lancaster, la lanscastérite est aujourd'hui considérée comme un mélange de brucite et d'hydromagnésite. Elle peut aussi désigner une variété d'aragonite cristalline blanche à incolore, d'aspect similaire.
Deux autres synonymes reconnus de l'hydromagnésite sont la predazzite et pencatite. 
La leesbergite est une variété d'hydromagnésite dans la dolomite, décrite par le minéralogiste Blum en 1907. 
James Dwight Dana décrit le minéral comme un réseau monoclinique, alors que la tradition cristallographique française le présentait encore comme orthorhombique. 

## Description physico-chimique et altération
Les cristaux à clivage parfait sont légers (densité avoisinant 2,2), peu durs (Mohs 3½) et fragiles. 
L'analyse chimique pondérale donne en masse 43,9 % MgO, 36,3 % CO2 et 19,8 % H2O. 
Le minéral est infusible. Chauffé au chalumeau, l'hydromagnésite blanchit sans fondre. Mis en tube fermé et chauffé, un dégagement d'eau issu de la structure minérale correspondant aux trois molécules d'eau se produit, avant un dégagement de gaz carbonique CO2. Il reste une matière jaunissante. La décomposition endothermique s'opère entre 220 et 550 °C. Le premier palier thermogravimétrique après 220 °C correspond au départ des molécules d'eau, fortement consommateur d'énergie environnante ou réduisant le rejet de chaleur. Un second saut vers 330 °C atteste la déstructuration des ions hydroxyles en oxyde et en molécule d'eau, enfin suivie au-delà de 350 °C, par les molécules de dioxyde de carbone piégées dans la structure qui commencent à se libérer difficilement, en deux étapes minimales déterminées ou non par l'intensité de chauffe.  
L'hydromagnésite est lentement attaquée par les acides forts à froid. Elle se dissout à chaud avec effervescence. Notez qu'elle est soluble dans l'acide chlorhydrique à froid avec effervescence.

### Cristallochimie et cristallographie

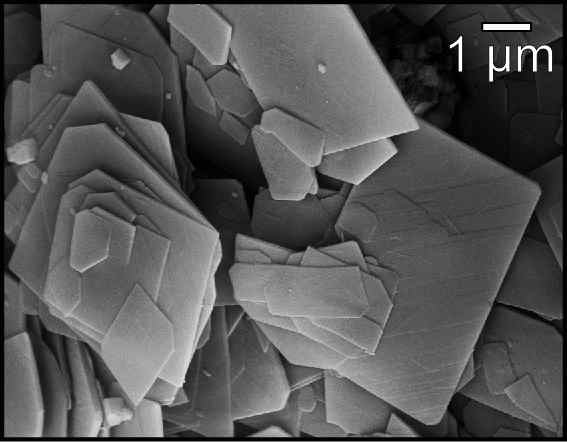
Image par microscopie électronique à balayage de fins cristaux aplatis d'hydromagnesite parmi un mélange de roche évaporite à base d'hydromagnésite et de magnésite des lacs asséchés ou playas près d'Atlin, Colombie Britannique. Lire infra en gîtologie.

La maille est monoclinique pseudo-orthorhombique. Les monocristaux incolores à blancs peuvent dépasser 10 cm de longueur, comme le montrent les splendides échantillons de cristallisation d'hydromagnésite venant de Soghan Esfandaque en Iran, conservés au musée de minéralogie de la Faculté des sciences de Paris VI.
Les cristaux sont parfaitement clivables sur (010). La séparation est possible sur (100). Le jumelage de cristaux est très commun sur (100). 
Le cristal prismatique peut être reconstruit géométriquement par les plans de symétrie (110) ou (001) en allongement, (011) en terminaison et (100) en aplatissement, plan de lamellisation et également en striures. Les lamelles sont parfois terminées par des pointements dont l'angle plan dans (100) avoisine l'angle droit. Les lamelles pointent aussi souvent en (111). 
Le plan des axes optiques est parallèle au plan de lamellisation ou (100). 
Alfred Lacroix mentionne l'évaluation des plus hauts indices de réfraction par la méthode d'immersion. Il constate qu'ils avoisinent l'indice du baume du Canada (1,54) mais qu'ils sont légèrement inférieurs à celui du nitrobenzol, c'est-à-dire le nitrobenzène (1,55).
La biréfringence est peu éloignée de celle du quartz.

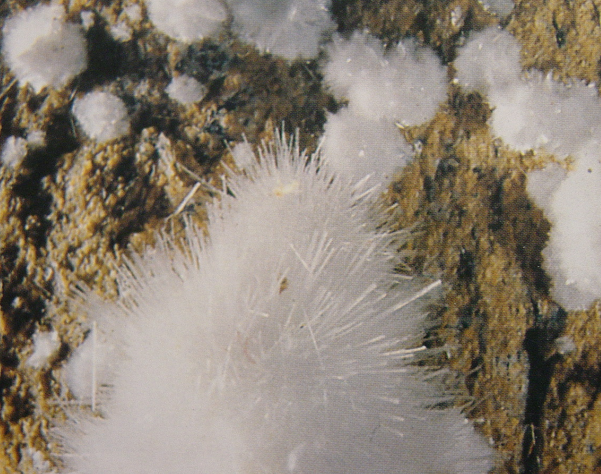
Efflorescences blanches en rosettes, Val d'Aoste

### Distinction et critère de détermination
Elle se distingue des variétés compactes de giobertite ou magnésite par le dégagement de vapeur d'eau à chaud, mais aussi par une biréfringence plus faible.
Ses propriétés optiques la distinguent radicalement de la brucite. Les réactions chimiques caractéristiques (effervescence avec l'acide) permettent de ne pas la confondre avec le gypse, surtout en ses variétés fibreuses.

## Gîtologie et gisements

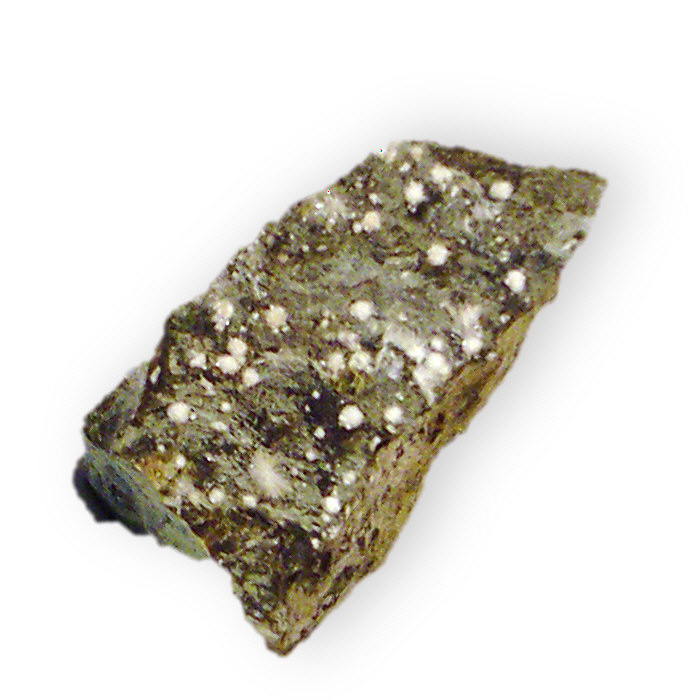
Artinite et hydromagnésite sur serpentines, Mine californienne du comté Fresno

Il s'agit d'un minéral hydrothermal de (très) basse température, il apparaît en filon dans les serpentines et les roches magnésiennes comme les serpentinites. Outre les fractures de roches serpentineuses, bien connues notamment dans les Alpes, elle est aussi présente dans les anfractuosités des roches fémiques ou anciennes laves basiques, comme dans les roches ultramafiques.
En Nouvelle-Calédonie, Alfred Lacroix signale un gisement principal d'hydromagnésite tantôt compacte tantôt fibrolamellaires dans les serpentines. Il est caractérisé par une association fréquente de l'hydromagnésite avec la giobertite.
Il s'agit aussi d'un des produits d'altération de la brucite dans les marbres à périclase ou des marbres dolomitiques de contact. Ce n'est pas un minéral rare dans les auréoles de contact métamorphiques. L'hydromagnésite se trouve ainsi parmi les blocs dolomitiques du monte Somma, ainsi que dans les tufs d'Arrica en Italie.

L'hydromagnésite est communément partie prenante dans les concrétions ou les amoncellements de matières calcaréo-magnésiennes solidifiées des grottes calcaires : ces formations se dénomment de manière générique spéléothème et lait de lune en français. Loin derrière la calcite et l'aragonite, il constitue la troisième espèce minéral typique de ces formations.

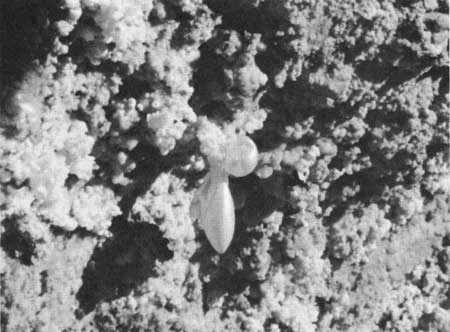
Microbulle d'hydromagnésite issue d'une forme en lait de lune, épaisseur de 6 à 7 micromètres, grotte Jewel

Les stromatolites en milieu alcalin (pH de l'ordre de 9 ou supérieur à 9) sont parfois constituées d'hydromagnésite, assemblée par des associations de diatomées et des cyanobactéries. Les eaux limpides du lac Salda Gölü en Turquie méridionale se caractérisent par de tels apports microbiens. D'autres dépôts microbiens fossiles de ce minéral évaporite, piégeant dans sa structure de l'eau et surtout du gaz carbonique, s'observent dans les anciennes playas à fortes composantes ioniques magnésiennes. C'est le cas de dépôts, à la fois biochimiques et évaporitiques, de roche à base d'hydromagnésite à proximité d'Atlin en Colombie britannique qui sont très étudiées par les géochimistes et géologues, dans le cadre du programme de piégeage du CO2. 

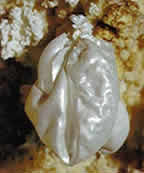
Ballon d'hydromagnésite, grotte Jewel, Dakota

Un autre vaste dépôt bio-évaporitique à base d'hydromagnésite et de huntite CaMg3(CO3)4, des formations lacustres néogènes dans le bassin du Kozani en Grèce septentrionale, est de manière séculaire exploité par l'industrie à des fins traditionnelles de nettoyage et de blanchiment des habitations, comme pierre à chaux le plus souvent aussi transformée en chaux magnésienne pour murs et parois, mais aussi après broyage fin comme charge et/ou retardant de flamme et de combustion dans les caoutchoucs et polymères. Les paysans utilisaient autrefois leurs meules en granite ou en diverses pierres dures pour moudre ce matériau de revêtement. Dès les années 1950, les unités de broyage ont pris le relais. Cette matière finement poudreuse est exportée partout par la flotte grecque dans le monde depuis les années 1970. 
Minéraux associés : calcite, aragonite, dolomite, huntite, brucite, périclase, magnésite, artinite, dypingite, pyroaurite, deweylite, opale, chromite, gypse...

### Gisements relativement abondants ou potentiellement caractéristiques

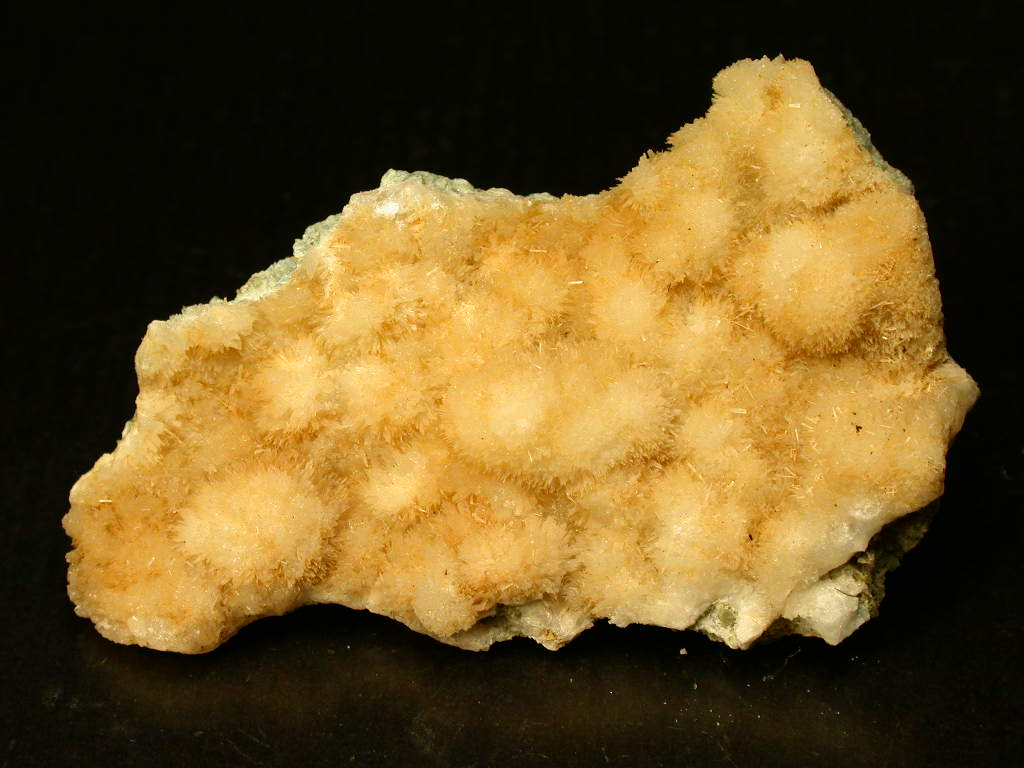
Masse microcristalline d'hydromagnésite, 6 cm sur 4 cm, District de New Idria, chaîne du Diable, comté de Saint Benoît, Californie

- Autriche

Kraubath
- CanadaMasse microcristalline d'hydromagnésite, 6 cm sur 4 cm, District de New Idria, chaîne du Diable, comté de Saint Benoît, Californie

Atlin, Colombie Britannique
- Cuba
- États-Unis

Californie
Nevada
- Italie

Val Malenco
Val d'Aoste
Predazzo (métamorphisme de contact), vallée de Fiemme, Trentin-Haut-Adige
- Nouvelle-Calédonie
- Serbie
- Tchéquie

Moravie

## Usage

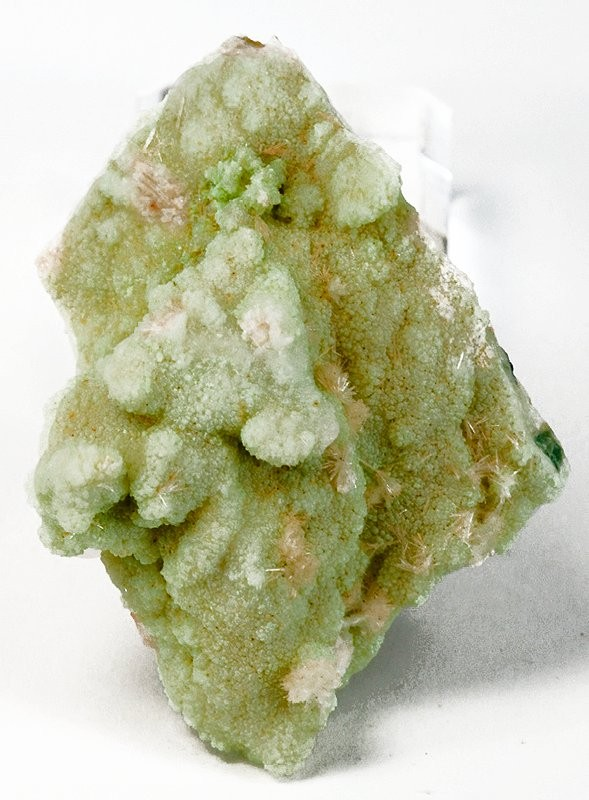
Aiguilles d'hydromagnésite assemblées en multiples têtes radiées sur une druse à base de magnésite vert-jaune pastel par ses traces d'ions nickel, échantillon de plus de 7 cm de haut tiré de la carrière de la colline du Cèdre, Fulton Township, Comté de Lancaster, Pennsylvanie.

Minéral d'intérêt scientifique ou de collection, même s'il pourrait être employé, et il l'est parfois localement par l'industrie extractive, comme charge blanche et/ou retardant de feux ou de flammes.
L'hydromagnesite est transformée en retardateurs de flammes inorganiques avec l'huntite dans un processus industriel.
L'hydromagnesite a la propriété de se décomposer de manière endothermique sous l'effet de la chaleur, en libérant de l'eau et du dioxyde de carbone. Cette propriété permet d'empêcher la propagation du feu lorsqu'elle est utilisée dans les plastiques.
Il reste alors de l'oxyde de magnésium sous forme de produit de décomposition solide. La décomposition commence dès 200 °C, une température relativement basse pour les retardateurs de flamme, ce qui constitue un avantage par rapport à d'autres retardateurs de flamme, comme l'hydroxyde d'aluminium.